# Football Club Locarno 2010-2011
Questa voce raccoglie le informazioni riguardanti il Football Club Locarno nelle competizioni ufficiali della stagione 2010-2011.

## Stagione
Nella stagione 2010-2011 il Locarno, allenato da Davide Morandi, concluse il campionato di Challenge League al 14º posto. In Coppa Svizzera il Locarno fu eliminato al secondo turno dal Zurigo.

## Rosa
| N. |                                 | Ruolo | Calciatore         |
| -- | ------------------------------- | ----- | ------------------ |
| 2  | Croazia (bandiera)              | C     | Steven Petrovic    |
| 3  | Svizzera (bandiera)             | A     | Simone Rapp        |
| 4  | Francia (bandiera)              | D     | Issaga Diallo      |
| 5  | Svizzera (bandiera)             | D     | Saulo Decarli      |
| 7  | Bosnia ed Erzegovina (bandiera) | A     | Igor Mijatovic     |
| 9  | Argentina (bandiera)            | A     | Francisco Aguirre  |
| 10 | Argentina (bandiera)            | C     | Mariano Hassell    |
| 11 | Svizzera (bandiera)             | D     | Michele Monighetti |
| 12 | Svizzera (bandiera)             | D     | Federico Scherrer  |
| 13 | Svizzera (bandiera)             | C     | Stefano Milani     |
| 14 | Italia (bandiera)               | C     | Andrea Maccoppi    |
| 16 | Liberia (bandiera)              | A     | Ansu Touré         |
| 18 | Svizzera (bandiera)             | P     | Miodrag Mitrovič   |
| 19 | Albania (bandiera)              | A     | Armando Sadiku     |

| N. |                                 | Ruolo | Calciatore               |
| -- | ------------------------------- | ----- | ------------------------ |
| 20 | Italia (bandiera)               | D     | Luca Giaccari            |
| 20 | Bosnia ed Erzegovina (bandiera) | C     | Ermin Alic               |
| 20 | Svizzera (bandiera)             | C     | Antonio Marchesano       |
| 22 | Svizzera (bandiera)             | C     | Mirko Facchinetti        |
| 22 | Italia (bandiera)               | C     | Luca Spini               |
| 23 | Svizzera (bandiera)             | D     | Vladan Milosevic         |
| 25 | Svizzera (bandiera)             | D     | Gianluca Pusterla        |
| 27 | Italia (bandiera)               | D     | Loris Ziccardi           |
| 28 | Svizzera (bandiera)             | C     | Fulvio Sulmoni           |
| 29 | Togo (bandiera)                 | D     | Achraf Mamam Toure       |
| 30 | Uruguay (bandiera)              | D     | Pablo Caballero González |
| 31 | Croazia (bandiera)              | P     | Mario Lučić              |
| 32 | Svizzera (bandiera)             | C     | Enes Fermino             |

## Organigramma societario
Area tecnica
- Allenatore: Davide Morandi
- Allenatore in seconda: Alan Gaggetta
- Preparatore dei portieri:
- Preparatori atletici:

## Calciomercato

### Sessione estiva
| Acquisti | Acquisti           | Acquisti                       | Acquisti |
| R.       | Nome               | da                             | Modalità |
| -------- | ------------------ | ------------------------------ | -------- |
| A        | Francisco Aguirre  | Arīs Limassol                  |          |
| C        | Mirko Facchinetti  | Team Ticino U18                |          |
| C        | Mariano Hassell    | Comunicaciones de Buenos Aires |          |
| C        | Andrea Maccoppi    | Piacenza                       |          |
| A        | Igor Mijatovic     | Bellinzona                     |          |
| D        | Michele Monighetti | Young Boys II                  |          |
| C        | Fulvio Sulmoni     | Lugano                         |          |

| Cessioni | Cessioni             | Cessioni      | Cessioni |
| R.       | Nome                 | a             | Modalità |
| -------- | -------------------- | ------------- | -------- |
| C        | Fabian Stoller       | Thun          |          |
| C        | Matteo Tosetti       | Young Boys    |          |
| A        | Mbala Mbuta Biscotte | Sciaffusa     |          |
| A        | Hicham Bouamri       | Yverdon       |          |
| P        | Michael Casanova     | Lugano        |          |
| P        | Giorgio Kurz         | Young Boys II |          |
| D        | Bruno Martignoni     | Cagliari      |          |
| C        | Carlo Polli          | Chiasso       |          |
| A        | Patrick Rossini      | Sciaffusa     |          |
| A        | Juan Sara            | Lobos BUAP    |          |
| A        | Dante Senger         | Lugano        |          |

### Sessione invernale
| Acquisti | Acquisti                 | Acquisti | Acquisti |
| R.       | Nome                     | da       | Modalità |
| -------- | ------------------------ | -------- | -------- |
| D        | Pablo Caballero González | Eupen    |          |
| A        | Armando Sadiku           | Elbasani |          |
| C        | Enes Fermino             | Sion     |          |

| Cessioni | Cessioni         | Cessioni | Cessioni |
| R.       | Nome             | a        | Modalità |
| -------- | ---------------- | -------- | -------- |
| C        | Giuseppe Perrone | Ascona   |          |
| A        | Kevin Pollini    | Buochs   |          |

## Risultati

### Challenge League

#### Andata
| Arbitro: | Jaccottet |

|                          |           |  |
| Bengondo 18’ Stojkov 90’ | Marcatori |  |

| Arbitro: | Klossner |

|          |           |  |
| Alic 55’ | Marcatori |  |

| Arbitro: | Huwiler |

|  |           |                  |
|  | Marcatori | 55’ (rig.) Magro |

| Arbitro: | Bieri |

|           |           |          |
| Đurić 45’ | Marcatori | 45’ Alic |

| Arbitro: | Gremaud |

|               |           |                            |
| Mijatovic 70’ | Marcatori | 8’ Merenda 38’, 89’ Hasler |

| Arbitro: | Jaccottet |

|                           |           |  |
| Senger 13’ (rig.) Rey 23’ | Marcatori |  |

| Arbitro: | Laperrière |

|                |           |  |
| Szlykowicz 69’ | Marcatori |  |

| Arbitro: | Hänni |

|             |           |             |
| Hassell 78’ | Marcatori | 33’ Lezcano |

| Wohlen 2 ottobre 2010, ore 17:30 CEST 9ª giornata | Wohlen    | 0 – 0 referto | Locarno | Stadion Niedermatten (900 spett.)\| Arbitro: \| Erlachner \| |
| Arbitro:                                          | Erlachner |               |         |                                                              |

| Arbitro: | Bieri |

|                                                   |           |             |
| M'Futi 29’ de Azevedo 58’ Vitkieviez 67’ Pont 90’ | Marcatori | 27’ Aguirre |

| Arbitro: | Klossner |

|                         |           |                        |
| Decarli 14’ Hassell 66’ | Marcatori | 16’ Etoundi 83’ Mathys |

| Arbitro: | Amhof |

|                                                   |           |                         |
| Katz 6’ Silvio 11’ Meoli 55’ Tosi 68’ (rig.), 85’ | Marcatori | 20’ Hassell 84’ Sulmoni |

| Arbitro: | Studer |

|                                     |           |                    |
| Aguirre 41’ (rig.), 68’ Hassell 55’ | Marcatori | 73’ (rig.) Rossini |

| Arbitro: | Circhetta |

|                  |           |  |
| Katanha 10’, 80’ | Marcatori |  |

| Arbitro: | Gremaud |

|                            |           |                         |
| Hassell 3’ Facchinetti 53’ | Marcatori | 2’, 69’ Gil 85’ Paquito |

#### Ritorno
| Locarno 20 febbraio 2011, ore 14:30 CET 16ª giornata | Locarno | 0 – 0 referto | Wohlen | Stadio del Lido (740 spett.)\| Arbitro: \| Graf \| |
| Arbitro:                                             | Graf    |               |        |                                                    |

| Arbitro: | Wermelinger |

|                      |           |             |
| Ciccone 25’ Sara 65’ | Marcatori | 43’ Hassell |

| Arbitro: | Winter |

|          |           |                  |
| Alic 81’ | Marcatori | 9’ (rig.) Silvio |

| Arbitro: | Jancevski |

|                               |           |                  |
| Weller 89’ Rossini 90’ (rig.) | Marcatori | 8’ (aut.) Mollet |

| Arbitro: | Huwiler |

|           |           |                          |
| Touré 18’ | Marcatori | 22’ Fejzulahi 90’ Afonso |

| Arbitro: | Pache |

|             |           |                     |
| Carrara 59’ | Marcatori | 38’ Rapp 62’ Sadiku |

| Arbitro: | Jaccottet |

|                          |           |  |
| Rapp 21’ Sadiku 32’, 90’ | Marcatori |  |

| Arbitro: | Carrell |

|  |           |                |
|  | Marcatori | 74’, 81’ Touré |

| Arbitro: | Gremaud |

|            |           |           |
| Sadiku 57’ | Marcatori | 59’ Gashi |

| Arbitro: | Winter |

|                                        |           |          |
| Rodríguez 4’ Muslin 35’ Holenstein 58’ | Marcatori | 2’ Touré |

| Arbitro: | Wermelinger |

|                                                       |           |             |
| Sadiku 20’ Schuler 21’ (aut.) Hassell 69’ (rig.), 78’ | Marcatori | 54’ Lenjani |

| Arbitro: | Klossner |

|                              |           |           |
| Dabo 28’ Bouziane 89’ (rig.) | Marcatori | 61’ Touré |

| Arbitro: | Amhof |

|                            |           |                       |
| Sadiku 8’, 66’ Hassell 28’ | Marcatori | 4’ Estéban 54’ Routis |

| Arbitro: | Jancevski |

|                                    |           |                          |
| Sadiku 26’ Hassell 42’ Decarli 79’ | Marcatori | 2’ Rodriguez 60’ Germann |

| Arbitro: | Laperrière |

|                                                       |           |                        |
| Besseyre 14’, 73’ Malfleury 52’ Pimenta 71’ Sarni 87’ | Marcatori | 2’ Marchesano 46’ Rapp |

### Coppa Svizzera
| 18 settembre 2010, ore 18:00 CEST Primo turno | Meyrin | 1 – 3 | Locarno |  |

| 17 ottobre 2010, ore 15:00 CEST Secondo turno | Locarno | 0 – 3 | Zurigo |  |

## Statistiche

### Statistiche di squadra
| Competizione     | Punti | In casa | In casa | In casa | In casa | In casa | In casa | In trasferta | In trasferta | In trasferta | In trasferta | In trasferta | In trasferta | Totale | Totale | Totale | Totale | Totale | Totale | DR  |
| Competizione     | Punti | G       | V       | N       | P       | Gf      | Gs      | G            | V            | N            | P            | Gf           | Gs           | G      | V      | N      | P      | Gf     | Gs     | DR  |
| ---------------- | ----- | ------- | ------- | ------- | ------- | ------- | ------- | ------------ | ------------ | ------------ | ------------ | ------------ | ------------ | ------ | ------ | ------ | ------ | ------ | ------ | --- |
| Challenge League | 31    | 15      | 6       | 5       | 4       | 26      | 20      | 15           | 2            | 2            | 11           | 14           | 32           | 30     | 8      | 7      | 15     | 40     | 52     | -12 |
| Coppa Svizzera   | -     | 1       | 0       | 0       | 1       | 0       | 3       | 1            | 1            | 0            | 0            | 3            | 1            | 2      | 1      | 0      | 1      | 3      | 4      | -1  |
| Totale           | 31    | 16      | 6       | 5       | 5       | 26      | 23      | 16           | 3            | 2            | 11           | 17           | 33           | 32     | 9      | 7      | 16     | 43     | 56     | -13 |

### Andamento in campionato
| Giornata  | 1  | 2 | 3  | 4  | 5  | 6  | 7  | 8  | 9  | 10 | 11 | 12 | 13 | 14 | 15 | 16 | 17 | 18 | 19 | 20 | 21 | 22 | 23 | 24 | 25 | 26 | 27 | 28 | 29 | 30 |
| --------- | -- | - | -- | -- | -- | -- | -- | -- | -- | -- | -- | -- | -- | -- | -- | -- | -- | -- | -- | -- | -- | -- | -- | -- | -- | -- | -- | -- | -- | -- |
| Luogo     | T  | C | C  | T  | C  | T  | T  | C  | T  | T  | C  | T  | C  | T  | C  | C  | T  | C  | T  | C  | T  | C  | T  | C  | T  | C  | T  | C  | C  | T  |
| Risultato | P  | V | P  | N  | P  | P  | P  | N  | N  | P  | N  | P  | V  | P  | P  | N  | P  | N  | P  | P  | V  | V  | V  | N  | P  | V  | P  | V  | V  | P  |
| Posizione | 12 | 9 | 10 | 11 | 14 | 15 | 16 | 16 | 15 | 15 | 15 | 15 | 15 | 15 | 15 | 15 | 15 | 15 | 15 | 15 | 15 | 15 | 15 | 15 | 15 | 14 | 15 | 14 | 14 | 14 |

Legenda:

Luogo: C = Casa; T = Trasferta. Risultato: V = Vittoria; N = Pareggio; P = Sconfitta.

### Statistiche dei giocatori
| F. Aguirre     | 19 | 3  | 3 | 1 |
| E. Alic        | 22 | 3  | 3 | 0 |
| P. Caballero   | 6  | 0  | 0 | 0 |
| S. Decarli     | 23 | 2  | 5 | 0 |
| I. Diallo      | 29 | 0  | 3 | 0 |
| M. Facchinetti | 18 | 1  | 2 | 0 |
| E. Fermino     | 14 | 0  | 4 | 0 |
| L. Giaccari    | 0  | 0  | 0 | 0 |
| M. Hassell     | 26 | 10 | 1 | 0 |
| M. Lučić       | 2  | 0  | 0 | 0 |
| A. Maccoppi    | 27 | 0  | 7 | 1 |
| A. Marchesano  | 26 | 1  | 1 | 1 |
| R. Mekheldi    | 12 | 0  | 1 | 0 |
| I. Mijatovic   | 11 | 1  | 0 | 0 |
| S. Milani      | 25 | 0  | 3 | 0 |
| V. Milosevic   | 22 | 0  | 1 | 1 |
| M. Mitrovič    | 28 | 0  | 1 | 0 |
| M. Monighetti  | 3  | 0  | 0 | 0 |
| G. Perrone     | 2  | 0  | 0 | 0 |
| S. Petrovic    | 10 | 0  | 2 | 0 |
| G. Pusterla    | 8  | 0  | 0 | 0 |
| S. Rapp        | 16 | 3  | 3 | 0 |
| A. Sadiku      | 12 | 8  | 0 | 0 |
| F. Scherrer    | 0  | 0  | 0 | 0 |
| L. Spini       | 2  | 0  | 0 | 0 |
| F. Sulmoni     | 23 | 1  | 5 | 1 |
| A. Toure       | 1  | 0  | 0 | 0 |
| A. Touré       | 13 | 5  | 1 | 0 |
| L. Ziccardi    | 17 | 0  | 5 | 0 |